# 헤수스 힐
그레고리오 헤수스 힐 이 힐(스페인어: Gregorio Jesús Gil y Gil; 1933년 3월 12일, 카스티야 이 레온 주 엘 부르고 데 오스마 ~ 2004년 5월 14일, 마드리드 주 마드리드)은 스페인의 전직 사업가이자 정치인이었다. 그는 1991년부터 2002년까지 마르베야 시장을 역임했고, 아틀레티코 마드리드 축구단의 회장직을 16년 역임했다. 그의 사후 스페인 정치계에 뿌리내린 부정부패를 척결하고, 국제 마피아나 범죄 활동의 종지부를 찍기 위해 합법적이나 전례 없는 마르베야 시의회 해산 사건이 일어났다.

## 경력

### 사업
1960년대에 힐은 경비 거주지를 설계하는 사업을 운영했다. 그의 회사는 세고비아 인근에 산 라파엘의 주거단지를 지었지만, 1969년에 붕괴되어 58명의 사상자가 발생했다. 이후 수사를 통해 시멘트 굳히기가 제대로 되지 않은 가운데, 건축가, 측량사, 혹은 설계 없이 건축이 진행된 것으로 밝혀졌다. 힐은 5년 징역형이 내려졌지만, 18개월 뒤 프란시스코 프랑코 장군이 그를 사면했다.

### 축구
1987년, 힐은 아틀레티코 마드리드 축구단의 회장으로 당선되었고,(그의 임기 첫 영입은 당시 21세였던 포르투갈인 측면 미드필더 파울루 푸트르였다) 이후 힐은 지지자, 언론인, 선수, 그리고 감독들과 격렬한 갈등을 겪었다. 1992년, 그는 아틀레티코의 유소년부를 해단했고, 당시 15세였던 라울은 도시를 건너 레알 마드리드에 입단했다.
대부분의 마르베야 시경찰은 간접적으로 힐이 임용했는데, 이들 중 대부분은 남부 스페인이나 북아프리카에서 1980년대와 1990년대에 활동하던 외인부대나 다른 군조직 정예로 이루어졌고, 이들 중 경관 일부는 힐의 사적 호위대로 활동했다.
1997년 3월 사태 당시 아틀레티코가 1996-97 시즌 챔피언스리그 8강전에서 아약스를 상대했는데, 힐은 아약스 선수들 중 다수가 수리남계라서 콩고 축구단이라는 인종차별적 언행도 서슴지 않았다.
잉글랜드 밴드 프롤랩스는 울적한 곳으로 의미없이 거닐며(Pointless Walks to Dismal Places) 앨범에 "초현실 마드리드"(Surreal Madrid)라는 곡을 발매했는데, 이 곡에는 힐이 역임할 당시의 아틀레티코 마드리드 내용이 들어 있다.

### 정치
1991년, 그는 협력자를 한데모아 독립자유당(Grupo Independiente Liberal, GIL)을 창단했고, 같은 해 마르베야 군수로 당선되었다. 그는 군청에 프란시스코 프랑코 흉상을 세웠고, 매춘부와 노숙인에게 폭언을 한 것으로 알려져 있었다. 그는 군수로 인기를 끌면서 3차례 재선에 성공했다.
2002년 4월, 그는 28년 동안 수장을 역임하지 못하도록 정직되었고, 군수직을 내려놓은 지 얼마 지나지 않아 구속되었다.
2008년 초, 텔레 5 채널에서는 그의 인생과 경력을 조명한 2편짜리 다큐멘터리를 방영했다.

## 최후
2004년 5월 9일, 그는 발데올리바스의 영지에서 뇌 정맥동 혈전증 투병중인 것으로 알려졌다. 그는 5월 14일에 마드리드에서 향년 71세로 영면에 들었다. 그의 장례식에 20,000명이 참석했다. 그는 화장되어 알무데나 공동묘지에 가족과 함께 매장되었다.

## 같이 보기
- 마르베야 시의회 해산